# Neuropteroidea
Los neuropteroideos, neuropteroides (Neuropteroidea) o neuroptéridos (Neuropterida), son un clado de insectos neópteros cuyos miembros se caracterizan por sus alas con venas protuberantes. De metamorfosis completa, sus larvas y adultos pueden ser depredadores o parásitos de otros artrópodos, de vida acuática o terrestre, con dos pares de alas. 
Agrupa a los insectos que tradicionalmente se conocían como neurópteros, es decir los actuales neurópteros, megalópteros y rafidiópteros, que anteriormente constituían subordenes del desaparecido orden Plannipenia.
La mayoría de los autores incluye a los órdenes neuropteroides (o neurópteros en el amplio sentido de la palabra), dentro del superorden Endopterygota, que incluye todos los insectos con metamorfosis completa), es decir utilizan la clasificación tradicional de Borror.
El concepto actual de neuropteroides es distinto al propuesto por Daly y Erlich,[cita requerida] que también incluía los órdenes de los coleópteros y los estrepsípteros.
Están estrechamente relacionados por su origen, que se remonta al Pérmico, aunque fue en el Carbonífero cuando aparecieron los insectos voladores y donde hay que buscar el antepasado común de cinco órdenes actuales.

## Taxonomía
Órdenes incluidos inicialmente en Neuropteroidea:
- Birostrarta (Neuroptera)
- Meganeuroptera (Megaloptera)
  - Eumegaloptera
  - Nothomegaloptera
- Raphidioidea (Raphidia)

Los actuales órdenes de Neuropteroidea:
- Megaloptera
  - Corydalidae
  - Sialidae
- Raphidioptera
- Neuroptera
- Coleoptera (una relación muy estrecha con el complejo Neuropterida, pero no forma parte de ellos)
- Strepsiptera (inicialmente se ha considerado muy cercano a Coleoptera, pero en la actualidad algunos[cita requerida] lo relacionan con Hymenoptera y otros con Diptera).

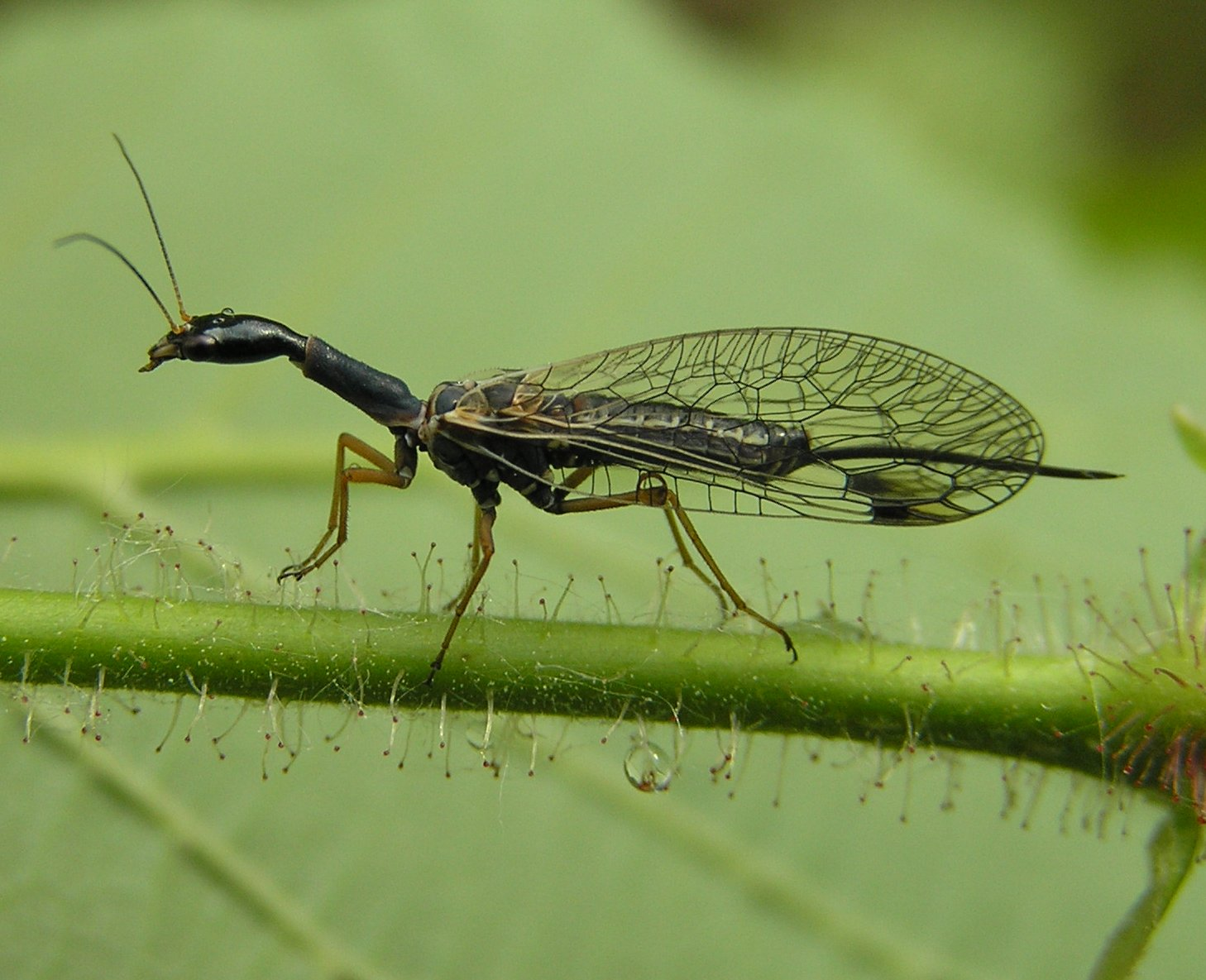
Dichrostigma flavipes
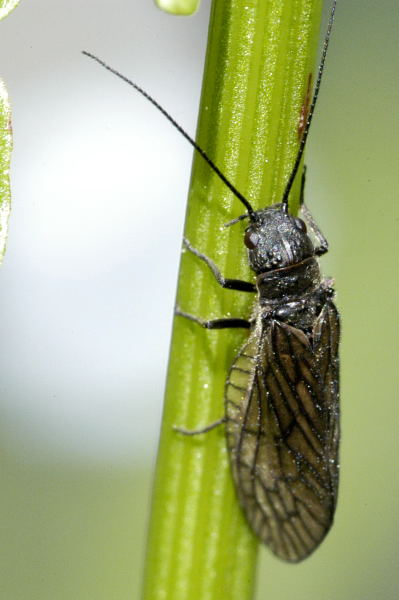
Sialis fuliginosa
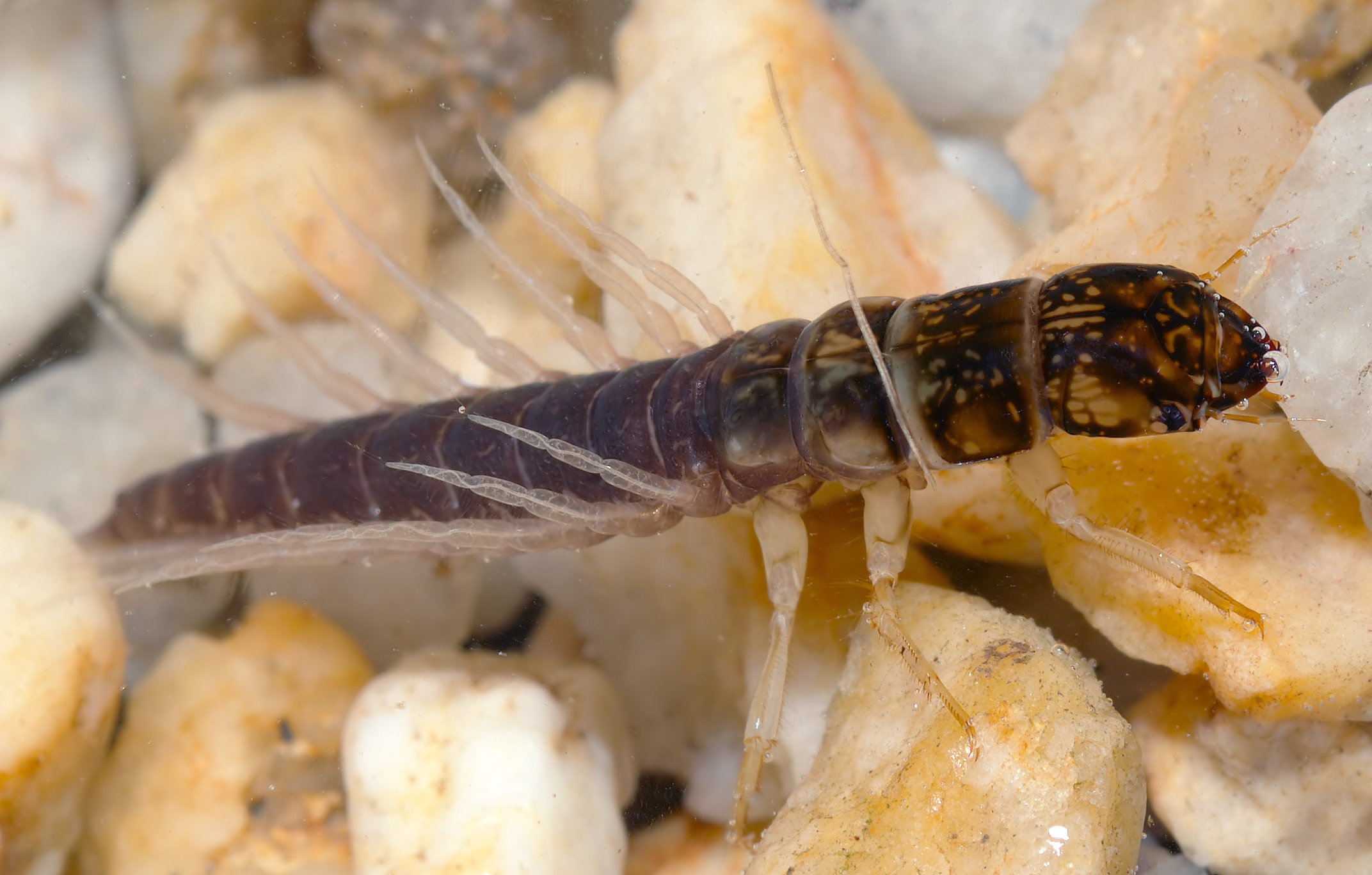
Larva de Sialis lutaria
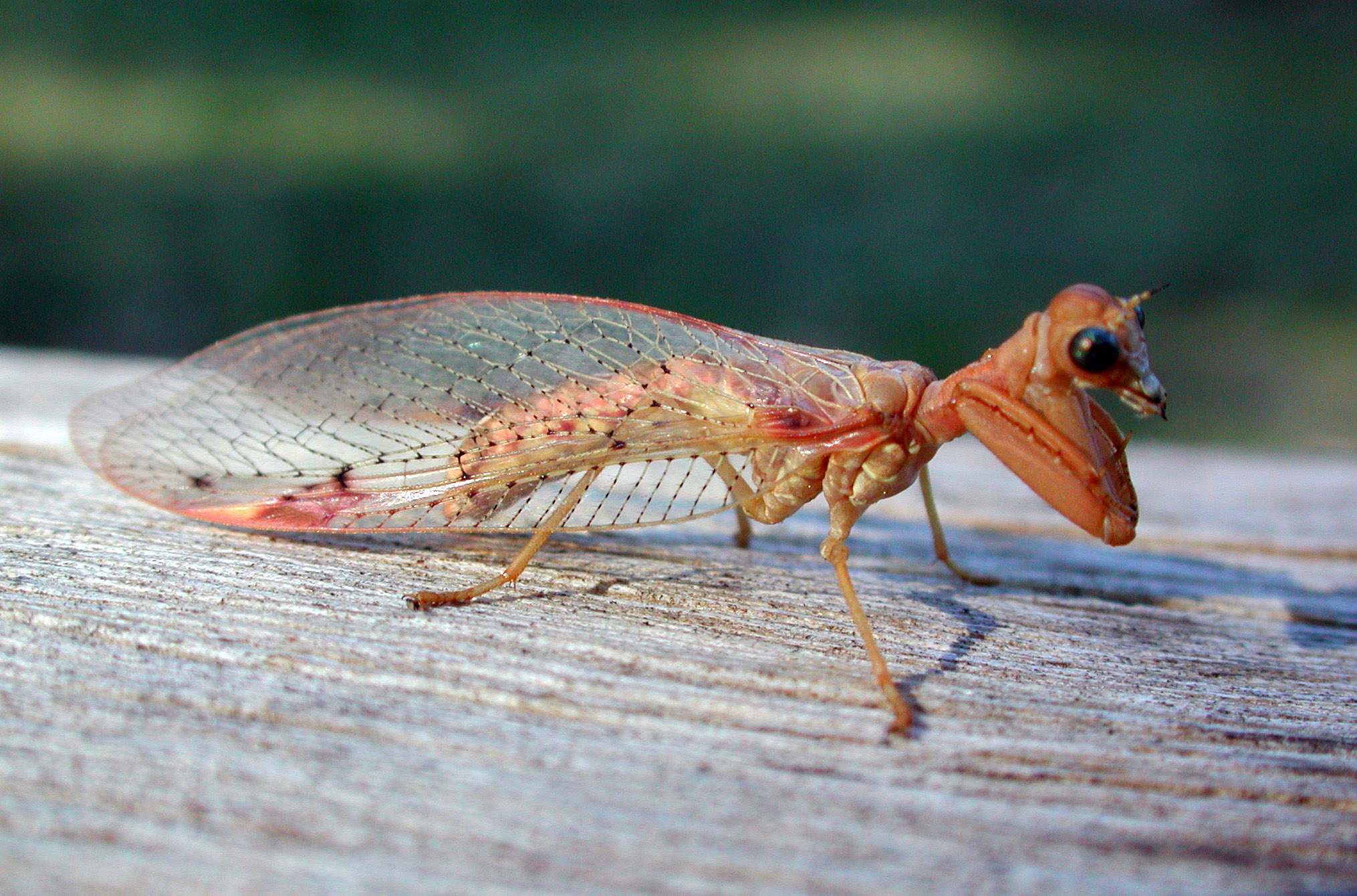
Mantispidae australiano